# Андрада, Эстебан
Эстеба́н Андра́да (исп. Esteban Andrada; 26 января 1991 года, Сан-Мартин, провинция Мендоса) — аргентинский футболист, вратарь клуба «Монтеррей» и сборной Аргентины.

## Биография
Эстебан Андрада начинал заниматься футболом в академии «Сан-Мартина» в Мендосе. Начинал играть нападающим, но по настоянию своего отца Марио Гильермо Андрады перешёл на вратарскую позицию. После смерти отца в 2007 году, по настоянию матери перешёл в школу «Лануса».
В 2009 году начал выступать за молодёжную сборную Аргентины. В том же году занял с молодёжной сборной третье место на турнире в Тулоне. В 2011 году на молодёжном чемпионате Южной Америки, прошедшем в Перу, помог своей национальной команде занять третье место и заработать путёвку на чемпионат мира. Андрада был признан лучшим вратарём континентального первенства. На Панамериканских играх 2011 года в Мексике дошёл до финала турнира, где «альбиселесте» уступила хозяевам первенства с минимальным счётом. Андрада был удалён на последней минуте решающей игры.
7 февраля 2012 года Эстебан Андрада дебютировал за «Ланус», хотя в заявки на игры начал попадать ещё в 2010 году. В матче 1/32 финала Кубка Аргентины 2011/12 против «Барракас Сентраля» Андрада отыграл без пропущенных голов все 90 минут (результат — 0:0), но затем его команда уступила в серии пенальти со счётом 7:8. В чемпионате Аргентины дебютировал 10 июня 2013 года в гостевом матче против «Эстудиантеса». При счёте 2:0 в пользу хозяев матч был прерван, и второй тайм команды доиграли 19 июня. За это время команды не сумели забить голов друг другу.
В 2014—2015 годах Эстебан Андрада на правах аренды выступал за «Арсенал» из Саранди, где стал игроком основного состава. На тот момент «Арсенал» стал аутсайдером чемпионата и пропускал много голов, однако игра Андрады убедила руководства «Лануса» вернуть своего воспитанника в 2016 году.
Своего шанса Андрада дождался только в 2017 году — уже во второй половине сезона 2016/17 он стал основным вратарём «Лануса» из-за травмы Фернандо Монетти. Тренер Хорхе Альмирон имел возможность взять в команду другого вратаря, но сделал ставку на Андраду, уверенно игравшего в товарищеских матчах. Помимо чемпионата, Андрада уверенно действовал в розыгрыше Кубка Либертадорес, в котором «гранатовые» впервые в своей истории дошли до полуфинала. Андрада отыграл без замен во всех матчах международной кампании.
6 августа 2018 Эстебан Андрада был куплен клубом «Бока Хуниорс» за 5 млн евро, после чего провёл свою первую игру в первом матче 1/8 финала Кубка Либертадорес. «Бока» встретилась с парагвайским «Либертадом» и победила со счётом 2:0.

## Титулы и достижения
- Чемпион Аргентины (2): 2016, 2019/20
- Обладатель Суперкубка Аргентины (1): 2017
- Обладатель Южноамериканского кубка (1): 2013
- Лучший вратарь чемпионата Южной Америки среди молодёжи (1): 2013